# Fat Family (álbum)
Fat Family é o primeiro álbum do grupo homônimo lançado em 1998 pela EMI Music. Esse disco foi premiado com Disco de Platina pela ABPD devido as mais de 250 mil cópias vendidas no Brasil.

## Faixas
| N.º            | Título                                      | Compositor(es)                                 | Duração |  |
| 1.             | "Jeito Sexy (Shy Guy)"                      | Karen Evans, Diana King                        | 4:13    |  |
| 2.             | "Gulosa"                                    |                                                | 3:51    |  |
| 3.             | "Jamais (Last Night)"                       | Keith Andes, Babyface                          | 4:41    |  |
| 4.             | "Na Terra do Amor"                          | Freddie Jackson, Paula Toller                  | 4:39    |  |
| 5.             | "Amei Você"                                 | Ronaldo Barcellos, Robson Jorge                | 4:04    |  |
| 6.             | "Música No Ar (Love X Love)"                | Rod Temperton                                  | 4:06    |  |
| 7.             | "O Tempo Todo Para Mim"                     | Ronaldo Bastos                                 | 4:23    |  |
| 8.             | "Imenso Amor"                               | Paulo Henrique, Robson Jorge, Lincoln Olivetti | 4:20    |  |
| 9.             | "Eu Sou Só Um"                              |                                                | 4:20    |  |
| 10.            | "Tua Voz"                                   | Alexandre Lucas                                | 4:55    |  |
| 11.            | "Onde Foi Que Eu Errei?"                    | Júlio Borges, Alexandre Lucas                  | 4:13    |  |
| 12.            | "Amor Fora da Lei"                          | Júlio Borges, Altay Veloso                     | 4:35    |  |
| 13.            | "Killing Me Softly with His Song (Vinheta)" | Charles Fox, Norman Gimbel                     | 1:36    |  |
| Duração total: | Duração total:                              | Duração total:                                 | 53:56   |  |

## Créditos
A seguir a lista de profissionais envolvidos no desenvolvimento do álbum segundo o site Allmusic
- Keith Andes - compositor
- Babyface - compositor
- Ronaldo Barcellos - compositor
- Ronaldo Bastos - compositor
- Júlio Borges - compositor
- Karen Evans - compositor
- Fat Family - vocais
- Charles Fox - compositor
- Norman Gimbel - compositor
- Paulo Henrique - compositor
- Freddie Jackson - compositor
- Robson Jorge - compositor
- Diana King - compositor
- Celso Lessa - arranjador, assistênte de produtor
- Alexandre Lucas - compositor
- Torcuato Mariano - arranjador, diretor artístico, programador
- Alex Maurell - assistente de engenharia
- Guto Graça Mello - produtor, arranjador de vocais
- Lincoln Olivetti - compositor
- Andre Ratones - assistente de mixagem
- Sérgio Ricardo - engenheiro, mixagem
- Rod Temperton - compositor
- Paula Toller - compositor
- Altay Veloso - compositor

## Certificações e vendas
| Região                                              | Certificação | Vendas   |
| --------------------------------------------------- | ------------ | -------- |
| Brasil (Pro-Música Brasil)                          | Platina      | 250.000* |
| *números de vendas baseados somente na certificação |              |          |